# Costa Rica
La Costa Rica o Costarica, ufficialmente Repubblica di Costa Rica (in spagnolo República de Costa Rica), è uno Stato dell'America centrale. Includendo l'area insulare (Isola del Cocco) si estende per 51 100 chilometri quadrati e ha una popolazione di 5 111 238 abitanti (dati 2020). La capitale San José conta 1 401 900 abitanti.
Confina a nord con il Nicaragua, ad est con l'oceano Atlantico con il mar dei Caraibi, a sudest con Panama, a sud e a ovest con l'oceano Pacifico.
Le coste si estendono per 1 228 chilometri dei quali 1 016 si affacciano sul versante del Pacifico e 212 sul mare dei Caraibi.
La costa pacifica è caratterizzata da numerosi promontori e penisole che danno luogo a golfi e baie, spiagge di sabbia bianca che hanno favorito l'installazione, seppure in maniera non aggressiva per l'ambiente, di infrastrutture turistiche. La costa atlantica, al contrario, sebbene sia più regolare, è meno adatta allo sviluppo del turismo balneare.
La Costa Rica è una repubblica presidenziale.
La lingua più usata è lo spagnolo, ufficialmente plurilingue a partire dal governo di Luis Guillermo Solís.
Il Paese è stato classificato al primo posto per la felicità media percepita dalla popolazione nella graduatoria Happiness in nations 2000-2009.

## Storia
L'origine della colonizzazione umana della Costa Rica risale presumibilmente al periodo delle glaciazioni del Pleistocene, quando probabilmente lo stretto di Bering si congelò e iniziarono le prime migrazioni dal continente eurasiatico.
I primi abitanti si dedicavano alla caccia, alla pesca e alla raccolta dei frutti, ma ben presto si andarono sviluppando due tipi di agricoltura di sussistenza: la prima basata sulla coltivazione dei tuberi (yuca) e l'altra, che prevalse nell'area centroamericana, basata sulla coltivazione del mais e dei fagioli. Grazie a questo tipo di coltivazioni fiorirono nel continente americano le tre grandi civiltà Maia, Azteca (Messico, Guatemala) e Inca (Perù).

### La scoperta europea
La scoperta europea della Costa Rica avvenne nel 1502 a opera di Cristoforo Colombo, che la battezzò Castilla del Oro (Castiglia d'oro) durante il suo quarto viaggio. Ma la prima penetrazione nell'interno ebbe luogo soltanto nel 1563, quando Juan Vásquez de Coronado conquistò il Paese e fondò la città di Cartago, capoluogo della Costa Rica fino al 1823, mentre già nel 1519-20 Gaspar de Espinosa e Juan Ponce de León avevano esplorato la costa del Pacifico.

### Colonia spagnola
Nel 1540 la Costa Rica fu definita nella sua costituzione territoriale che coincise con il governatorato di Cartago, che a sua volta faceva parte della Capitaneria generale del Guatemala (Capitanía General de Guatemala).

### Indipendenza
L'indipendenza del Messico coinvolse tutti i Paesi dell'America centrale, che il 15 settembre 1821 proclamarono la loro indipendenza. I liberali centroamericani, riuniti in assemblea costituente a Città del Guatemala il 5 giugno 1823, non accettarono l'unione con il Messico; il 1º luglio successivo nacque la federazione delle Province Unite dell'America Centrale, scioltasi nel 1839. Si distinsero in questo periodo le personalità di José María Castro Madriz  Fondatore della Repubblica della Costa Rica, e di Juan Santamaría eroe nazionale della Repubblica della Costa Rica .

## Storia moderna

### Guerra contro gli Stati Uniti d'America
Nel 1855 e 1856 tutta la regione d'America Centrale fu invasa da alcuni mercenari schiavisti degli Stati Uniti d'America comandati da William Walker.
Furono necessarie due battaglie, la prima a Santa Rosa (Guanacaste), dove vince la Costa Rica. La seconda a Rivas (Nicaragua), dove anche in questo caso vincono i costaricani contro i filibustieri degli Stati Uniti d'America. 
In seguito alla vittoria contro i mercenari schiavisti degli Stati Uniti d'America, questi ultimi non hanno fatto nessun'altra guerra al sud e si sono limitati ad aiutare nella lotta contro il narcotraffico. 

### Guerra civile costaricana
La Costa Rica ha abolito l'esercito nel 1949 dopo la guerra civile. È stato il primo paese senza un esercito attivo.
È un paese pacifico, tra i più stabili al mondo. Dopo la Guerra civile e la Seconda guerra mondiale, la Costa Rica non ha partecipato a nessuna guerra. 
La Costa Rica è sede della Corte interamericana dei diritti umani e sede dell'Università per la Pace delle Nazioni Unite.

### Storia contemporanea
Nel 1986 fu eletto presidente Óscar Arias Sánchez, che redasse un piano di pace centroamericano; nel 1987 ricevette per questo motivo il Premio Nobel per la pace.
Arias Sánchez fu rieletto presidente, a 20 anni dal suo primo mandato, nelle elezioni svoltesi il 5 febbraio 2006.
Il 7 febbraio 2010 fu eletta presidente la politologa Laura Chinchilla Miranda, che è stata la prima donna a ricoprire questa carica in Costa Rica.
Il 5 settembre 2012 la Costa Rica fu colpita da un violento terremoto.

## Geografia

### Morfologia
Il monte più alto è il Cerro Chirripó che raggiunge i 3820 m s.l.m.

#### Monti
- Cerro Chirripó Grande
- Chirripó (3820 m)
- Cordigliera di Guanacaste
- Cordigliera di Talamanca
- Kamok (3549 m)
- Cordigliera di Tilarán
- Cordigliera Vulcanica Centrale
- Terbi (3761 m)

#### Vulcani

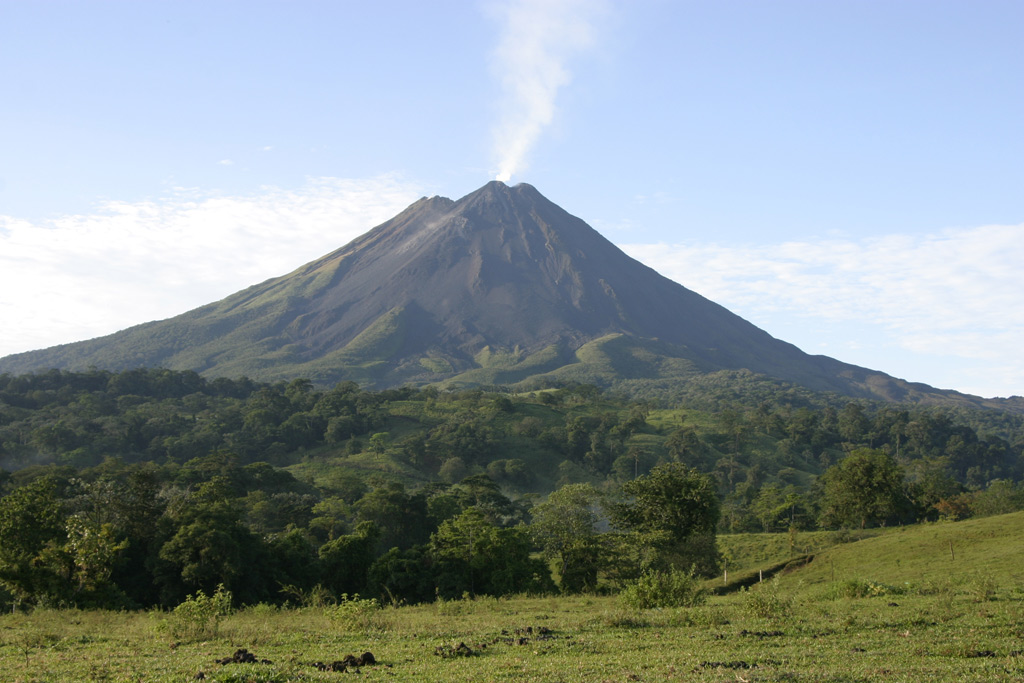
Il vulcano Arenal

Il più attivo dei vulcani della Costa Rica è l'Arenal che emette costantemente gas e vapori. Alcuni dei vulcani sono:
- Arenal (1657 m) – attivo
- Barba (2604 m)
- Irazú (3431 m) – ultima eruzione 1963/1965
- Miravalles (2028 m)
- Orosí (1487 m)
- Poás (2704 m) – attivo
- Rincón de la Vieja (1916 m) – ultima eruzione 2000
- Tenório (1920 m)
- Turrialba (3329 m)

### Idrografia
Il sistema idrografico nazionale è formato da fiumi brevi, ma di portata relativamente elevata; il paese ottiene da questi l'80% dell'elettricità. Nel 2015 è stato eletto il paese più verde al mondo, poiché l'unico ad averne prodotta il 100% tramite risorse rinnovabili.
I maggiori corsi d'acqua sono in parte navigabili.

#### Fiumi
- Cansas
- Diquis
- Río Corobicí
- Rio Grande
- Reventazón
- San Juan
- Sarapiquí
- Tempisque

#### Lagune
- Laguna de Arenal

### Oceani
- Oceano Atlantico
- Oceano Pacifico

### Mari
- Mar dei Caraibi

### Isole
- Caño
- Cocco
- Chira

### Clima
Clima tropicale, temperato nella Valle Centrale (Valle Central/Meseta Central), dove vivono i 3/4 della popolazione. Di giorno le temperature possono superare i 30 °C, di notte superano di poco i 20 °C.

## Popolazione
Secondo le stime della Banca Mondiale, nel 2013 la popolazione della Costa Rica era di 4 872 000 abitanti circa, con una densità di 95,34 abitanti per km².

### Demografia

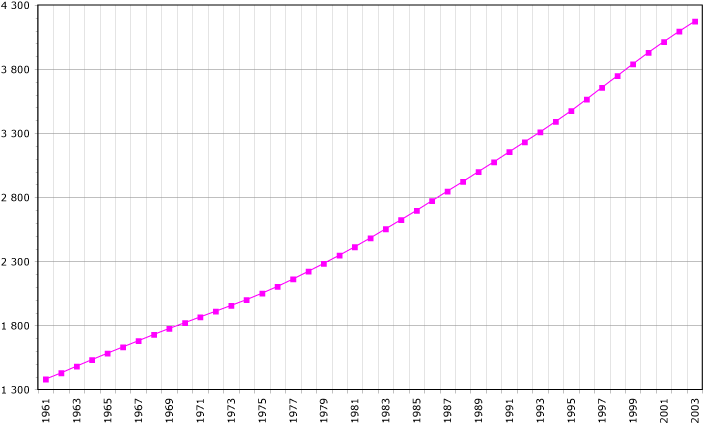
Demografia della Costa Rica

A luglio 2011 la popolazione stimata era di 4 576 562 abitanti circa: come si evidenzia dal grafico, è in costante crescita.

### Etnie
L'89% della popolazione è composta da bianchi di origine europea, il 6% da meticci (tra spagnoli e amerindi), il 2% da neri, il 2% da cinesi e l'1% da amerindi.
Nel 1821 erano presenti circa 800 000 abitanti. Da allora l'immigrazione europea, principalmente spagnola, ha contribuito all'aumento e alla multietnicità della popolazione. A causa delle politiche antisemite del regno spagnolo, molti marranos (ebrei convertiti) si sono trasferiti qui, dando origine alla seconda comunità ebraica dell'America Latina dopo quella argentina.
L'immigrazione italiana, in particolare alla fine del XIX secolo, aiutò a costruire il Teatro Nacional (Teatro Nazionale) e parte della ferrovia dell'Atlantico. Il primo sciopero in Costa Rica fu organizzato da italiani. 
San Vito di Coto Brus è la principale città fondata da italiani. L'immigrazione europea (dall'Italia, Francia, Inghilterra e Germania) fu intensa, così come quella americana (dagli Stati Uniti d'America, Nicaragua, Colombia e Cile), e contribuì allo sviluppo del Paese.

### Lingue
La lingua ufficiale è lo spagnolo. Nel Paese si riscontrano due accenti diversi: uno, il più diffuso, può essere definito l'accento costaricano standard; l'altro, detto nicoyano, dalla penisola a nord-ovest del Paese, è molto simile a quello nicaraguense. Una delle principali differenze tra lo spagnolo parlato in Costa Rica rispetto a quello usato in molti altri Stati è rappresentata dal fatto che il fonema /r/ è realizzato come un'apicoalveolare vibrante sonora multipla all'inizio di parola e anche all'interno, ma solo quando è doppio, e quindi suona più simile alla pronuncia inglese o siciliana. Il dialetto locale (e anche la popolazione del Paese) viene spesso definito tico per l'uso eccessivo dei diminutivi.
La lingua inglese è abbastanza conosciuta. Un caso particolare è costituito dai discendenti di alcuni immigrati giamaicani nella Provincia di Limón, che, giunti nel Paese nel XIX secolo, portarono un dialetto inglese evolutosi poi nella lingua creola nota come mekatelyu, che si potrebbe definire come una combinazione di inglese giamaicano (patois) con spagnolo costaricano.

### Religione
La religione ufficiale del Paese, in base alla Costituzione del 1949, è il cattolicesimo: i cattolici rappresentano il 70,5% della popolazione e, secondo uno studio dell'Università della Costa Rica, solo il 45% è praticante. Il 13,8% è protestante, l'11,3% non dichiara alcuna appartenenza religiosa.
Il movimento rastafari è molto diffuso, soprattutto nella Valle Centrale e nella Provincia di Limón. Sebbene molti pratichino questa fede e siano realmente credenti, altri la intendono soltanto come una moda oppure uno stile di vita.
La comunità ebraica è insediata soprattutto nella capitale, concentrata nella zona del parco di La Sabana, dove è presente una sinagoga. A seguito di un'immigrazione recente (seppure modesta) dall'Asia, si sono diffuse anche altre religioni, tra cui l'islam, il bahaismo, l'induismo e soprattutto il buddhismo (quest'ultimo praticato dalla comunità cinese). Insieme coinvolgono il 4,3% della popolazione.
- Cristiani: 84,3%
  - Cattolici: 70,5%
  - Protestanti: 13,8%
- Atei o agnostici: 11,3%
- Altri: 4,3%
  - Musulmani
  - Bahá'í
  - Induisti
  - Buddisti

## Ordinamento dello Stato

### Suddivisione amministrativa
La Costa Rica è suddivisa in 7 province, a loro volta divise in 81 cantoni, e questi in 459 distretti.

#### Province
Le province della Costa Rica sono 7:
| Mappa | N°         | Provincia    | Capitale | Cantoni | Distretti | Superficie (km²) | Popolazione |
| ----- | ---------- | ------------ | -------- | ------- | --------- | ---------------- | ----------- |
|       |            |              |          |         |           |                  |             |
| 1     | Alajuela   | Alajuela     | 15       | 108     | 9 757     | 848 146          |             |
| 2     | Cartago    | Cartago      | 8        | 48      | 3 124     | 490 903          |             |
| 3     | Guanacaste | Liberia      | 11       | 59      | 10 141    | 326 953          |             |
| 4     | Heredia    | Heredia      | 10       | 46      | 2 657     | 433 677          |             |
| 5     | Limón      | Puerto Limón | 6        | 27      | 9 189     | 386 862          |             |
| 6     | Puntarenas | Puntarenas   | 11       | 57      | 11 266    | 410 929          |             |
| 7     | San José   | San José     | 20       | 118     | 1 915     | 1 404 242        |             |

### Istituzioni
Il potere esecutivo è esercitato dal presidente eletto ogni 4 anni.

Il potere legislativo è esercitato dall'Assemblea Legislativa (57 membri) che viene eletta ogni 4 anni.

Attualmente la Costa Rica è uno stato pacifico e democratico che vive una delle situazioni più stabili sia politicamente sia economicamente in tutta l'America Latina.

#### Costituzione
La Costituzione della Costa Rica (Constitución Política de la República de Costa Rica) risale al 7 novembre 1949.

#### Ordinamento scolastico
Tasso di alfabetizzazione: 96%.
Studenti universitari: 88 324.
Obbligo scolastico fino a 15 anni.

#### Università
La prima università costaricana fu l'Università della Costa Rica, istituita il 9 maggio 1843.

#### Forze armate
La Costa Rica non ha forze armate, per una precisa scelta di opportunità politica ed economica: nel 1949, dopo la guerra civile, ha abolito l'esercito e nel 1983 ha dichiarato la sua posizione di neutralità.
La rinuncia al possesso di una forza militare ha permesso l'indirizzamento delle risorse in altri settori. Questo ha comportato un alto tasso di sviluppo umano, una discreta dotazione di opere pubbliche e la preservazione del patrimonio faunistico e floristico: una notevole parte del territorio (27,9%) è dichiarata parco nazionale. 
Come effetto dello sviluppo si notano gli alti livelli di alfabetizzazione (oltre il 95%) e un buon servizio sanitario pubblico.
Fatto non trascurabile: l'assenza di un ceto militare ha prodotto una notevole stabilità politica nel paese (è uno dei pochi stati dell'intero subcontinente a non aver avuto colpi di stato negli ultimi decenni). La dismissione delle forze armate, con la conseguente vendita dell'arsenale, ha contribuito però ad acuire l'instabilità delle nazioni confinanti. Armamenti furono venduti in Guatemala, El Salvador e a gruppi ribelli del Nicaragua.
La sola forma istituzionale definibile come “armata” è dedicata a compiti di polizia civile, guardie di frontiera, sorveglianza dei parchi naturali, ordine pubblico, scuole.
L'assenza di forze armate della Costa Rica, inoltre, non significa che non sia protetta da eventuali forze ostili. Fornendo un ottimo esempio di stabilità nella regione del Centro America e potendo fare affidamento su ottime alleanze, gli Stati Uniti garantiscono la protezione del paese.

## Politica

### Politica interna
Il presidente attuale è Rodrigo Chaves Robles, del Partito per il Progresso Social Democratico, in carica dall'8 maggio 2022.
La condivisione delle linee di politica economica tra i due maggiori partiti è la proiezione di una linea di dominante pragmatismo con cui si cerca di superare le pur presenti ineguaglianze tra i ceti sociali.

### Politica estera
La Costa Rica internazionalmente si mantiene neutrale, ma allo stesso tempo riconosce le minoranze nel mondo. Riconosce come stati il Kosovo (fu addirittura la prima nazione a riconoscerlo), il Sahara occidentale, la Palestina. Nel giugno 2007, dopo quasi 50 anni di relazioni diplomatiche, la Costa Rica ha spostato il suo ambasciatore da Taipei (Taiwan) a Pechino (Repubblica Popolare Cinese) cessando ogni rapporto con la Repubblica di Cina.

## Economia
Un tempo l'economia nazionale si basava sulle ricchezze agricole, oggi è invece prevalentemente indirizzata alle esportazioni di prodotti non tradizionali (tra i quali l'elettronica), il tessile e il biomedico, l'agricoltura (che pesa solo per l'8%) con banane e ananas, di cui è il secondo produttore mondiale, caffè di alta qualità e i servizi (call-center, software, banche ecc.). Le esportazioni nel 2006 ammontavano a circa 7 miliardi di dollari. 

## Ambiente
Il 27,0% del territorio è protetto.

### Flora

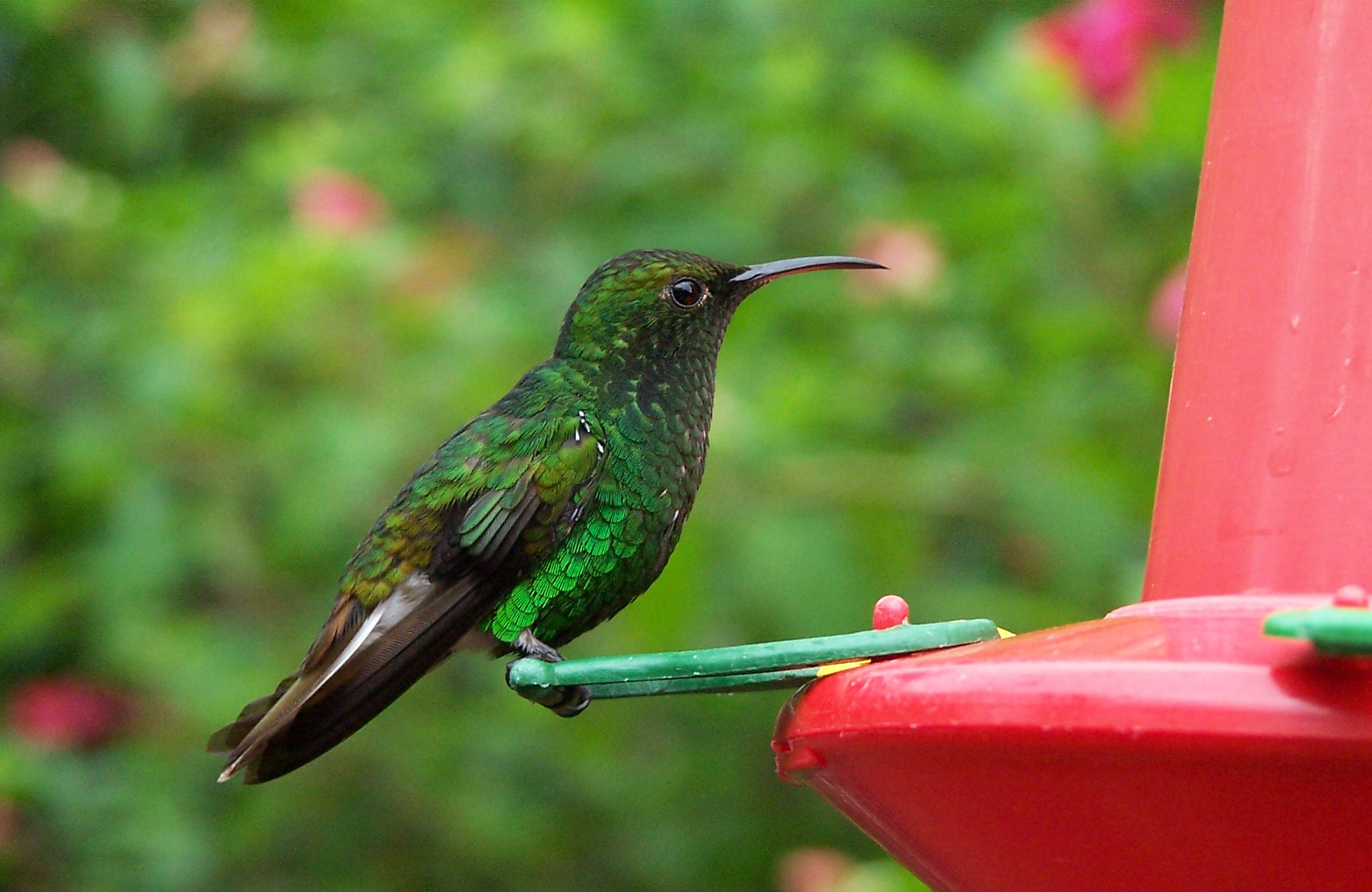
Un colibrì della Costa Rica

Il territorio è abbondantemente coperto da una ricca foresta tropicale.
Si può trovare la più vasta varietà di orchidee del mondo.

### Fauna
La Costa Rica ha una fauna straordinaria: 864 specie di uccelli (quasi il dieci per cento delle specie del mondo), 250 specie di mammiferi, di cui più o meno la metà sono pipistrelli, 230 specie di rettili, 215 specie di anfibi e 1522 specie di pesci. Sono inoltre presenti 4 specie di scimmie.

## Cultura

### Pittura e scultura
L'arte precolombiana della Costa Rica mostrò tutto il suo splendore soprattutto nella scultura e nell'oreficeria.
La scultura più diffusa fu quella in pietra e lo stile si differenziò a seconda della zona: nella penisola di Nicoya prevalse la produzione di figure umane grandi, curate particolarmente nel viso, oppure scolpite in bassorilievo, oppure ancora in forma duale, caratterizzata dalla raffigurazione da un lato di un animale ritenuto uno spirito guida; nella zona atlantica si impose il gusto realistico, manifestato in statuette raffiguranti azioni musicali o religiose e nelle maschere da cerimonia. Di notevole interesse fu anche la realizzazione di pietre tombali e degli utensili di pietra vulcanica utilizzati per la macinazione del mais, alcuni dei quali, per la raffinatezza e la bellezza estetica, appaiono più oggetti scultorei che funzionali.

Caratteristica della penisola di Nicoya è la grande produzione di pendenti in giadeite e altre pietre verdi, sviluppatasi tra il 500 a.C. e il 700 d.C. circa.

Anche la produzione ceramica presentò una certa varietà stilistica, pur nell'ambito di un'influenza dell'arte maya. Le decorazioni policrome dei vasi variarono da temi geometrici a quelli zoomorfi.

Utilizzando la tecnica della cera persa, gli artigiani dell'antichità realizzarono monili in oro, rame e in lega.

### Patrimoni dell'umanità
L'importante patrimonio culturale della Costa Rica è testimoniato anche dalla presenza di diversi siti inseriti nella Lista dei patrimoni dell'umanità dell'UNESCO.

### Letteratura
Poeti nazionali della Costa Rica vengono considerati Aquileo J. Echeverria e Carmen Lyra .
Tra gli scrittori della Costa Rica si ricordano, inoltre, il poeta José María Zeledón Brenes (1877-1949) e lo scrittore Carlos Luis Fallas autore, tra l'altro, del romanzo Mamita Yunai (1941).

### Musica
In ambito musicale sono celebri Chavela Vargas, e, per il genere pop latino, Cecilia Gayle, cantante costaricana, ma naturalizzata italiana, interprete di vari album tra cui El Pam Pam (1998).

## Scienza e tecnologia

### Costa Rica nello spazio
- 12 gennaio 1986: Franklin Chang-Diaz [22] è il primo costaricano nello spazio
- 2 aprile 2018: viene lanciato Irazú, il primo satellite costaricano [23].

## Sport

### Calcio e calcio a 5
La Costa Rica ha le sue squadre nazionali di calcio e calcio a 5:
- Nazionale di calcio della Costa Rica
- Nazionale di calcio a 5 della Costa Rica

La Nazionale di calcio della Costa Rica ha raggiunto, nel corso degli anni, buoni risultati: è stata, tra l'altro, per ben tre volte Campione nella CONCACAF Gold Cup.

### Nuoto
Ottimi risultati sono stati raggiunti dalla campionessa Claudia Poll, quattro volte oro mondiale ai Campionati mondiali di nuoto in vasca corta

### Giochi olimpici
Ai Giochi olimpici di Atlanta 1996 Claudia Poll fu vincitrice del primo oro olimpico per il suo paese. La prima medaglia olimpica per Costa Rica fu la medaglia d'argento vinta da Silvia Poll, nel nuoto, a Seoul 1988.

### Altri sport
È molto presente il surf: con longboard e con bodyboard, praticato non solo dai turisti che accorrono da tutto il mondo per gli svariati beachbreak presenti in tutta la costa, ma anche e soprattutto dai locali.

## Tradizioni

### Gastronomia
I piatti tipici della Costa Rica sono il gallo pinto (gallo colorato), piatto a base di riso colorato e fagioli neri, e il casado (sposato), una mescolanza di carne o pesce, verdure, legumi, riso e plàtano (banana amilacea da cottura) fritto.
Di norma il pinto si mangia la mattina, gli ingredienti sono naturali ed è semplice da preparare. È usato il riso a chicco lungo e fragrante e fagioli mescolati con una salsa; si può avere il pinto con uovo (huevo) o anche con carne in salsa. Come contorno è servito platano fritto o bollito, un frutto di aspetto simile alla banana, ma di gusto e consistenza molto diverse.
Il casado, che si mangia a pranzo, a differenza del pinto viene servito con i fagioli separati dal riso; può essere aggiunta anche della pasta. Nel casado si trova l'insalata tagliata a fili, con pezzi di pesce o carne, a scelta.
Come bevande si possono ordinare molti batido di frutta fresca come tamarindo, papaya, guanabana, anguria, che possono essere preparati o con acqua o con latte. Tipico liquore a base di canna da zucchero è il cacique guaro. 
I piccoli ristoranti in cui provare le pietanze tipiche sono chiamati Soda.

### Festività
| Data                                                  | Nome locale                                   | Nome                                             | Note               |
| ----------------------------------------------------- | --------------------------------------------- | ------------------------------------------------ | ------------------ |
| 1º gennaio                                            | Año Nuevo                                     | Capodanno                                        |                    |
| Ultima settimana di marzo - Prima settimana di aprile | Jueves Santo                                  | Giovedì santo                                    | Data variabile     |
| Ultima settimana di marzo - Prima settimana di aprile | Viernes Santo                                 | Venerdì Santo                                    | Data variabile     |
| Ultima settimana di marzo - Prima settimana di aprile | Domingo de Resurrección                       | Pasqua                                           | Data variabile     |
| 11 aprile                                             | Día de Juan Santamaría                        | Giorno di Juan Santamaría                        | Eroe nazionale     |
| Seconda domenica di giugno                            | Día del Padre                                 | Festa del papà                                   | Data variabile     |
| 25 luglio                                             | Anexión del Partido de Nicoya a Costa Rica    | Annessione del Partido di Nicoya alla Costa Rica |                    |
| 1º maggio                                             | Día del Trabajador                            | Festa dei lavoratori                             |                    |
| maggio - giugno                                       | Corpus Christi                                | Corpus Domini                                    | Di giovedì         |
| 2 agosto                                              | Día de la Virgen de los Ángeles               | Festa della Vergine degli Angeli                 |                    |
| 15 agosto                                             | Día de la Madre                               | Festa dell'Assunta                               |                    |
| 24 agosto                                             | Día de los Parques Nacionales                 | Giorno dei Parchi Nazionali                      | Creato nel 1982    |
| 9 settembre                                           | Día del Niño(a)                               | Festa del bambino                                |                    |
| 15 settembre                                          | Día de la Independencia                       | Giorno dell'Indipendenza dalla Spagna, (1821)    | Giornata nazionale |
| 12 ottobre                                            | Descubrimiento de América por Cristóbal Colón | Giorno della scoperta dell'America               |                    |
| 2 novembre                                            | Día de Todos los Santos defuntos              | Giorno dei defunti                               |                    |
| 25 dicembre                                           | Natividad del Señor                           | Natale                                           |                    |

Nel Guanacaste, una regione a nord-ovest del Paese, durante il Venerdì Santo si celebra la "Lagarteada". Questa celebrazione va avanti da più di 150 anni ed è la più grande caccia al coccodrillo. Questa festa è stata vietata dal 2019.

## Nella cultura di massa
Il paese viene descritto nei libri di Michael Crichton Jurassic Park e Il mondo perduto in modo diverso da come è realmente. Si parla infatti di un'inesistente Guardia nazionale armata di elicotteri, mezzi da guerra e addirittura di gas nervino, mentre la Costa Rica non dispone di forze armate, ma solo di un corpo di polizia usato per funzioni di ordine pubblico.

## Galleria d'immagini

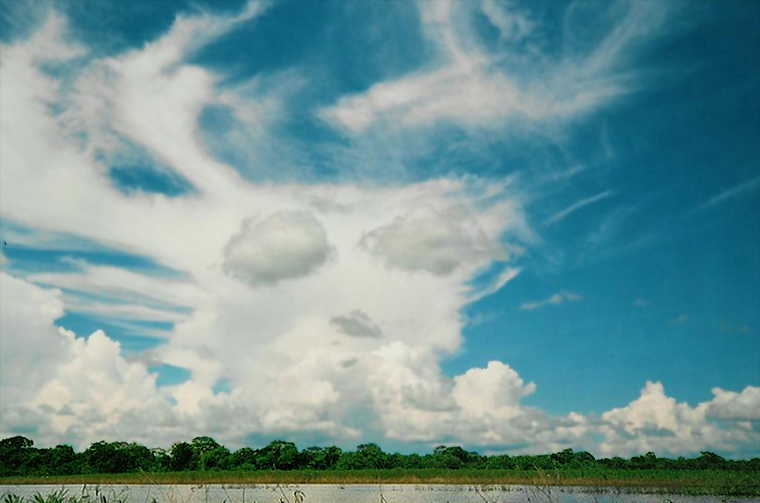
Parco nazionale di Caño Negro - Costa Rica, 1995
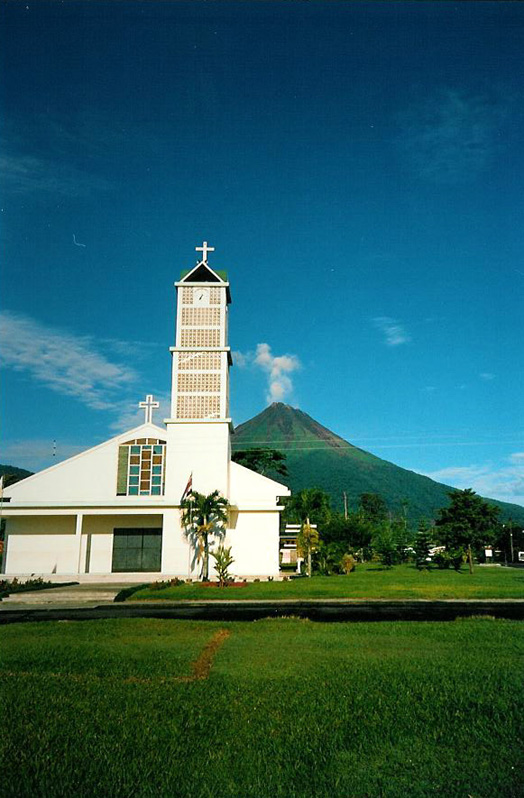
Volcan Arenal - Costa Rica, 1995
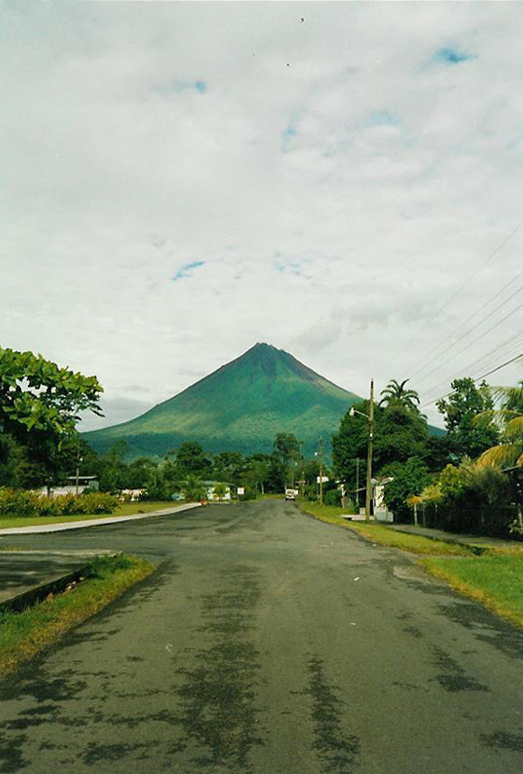
Volcan Arenal - Costa Rica, 1995
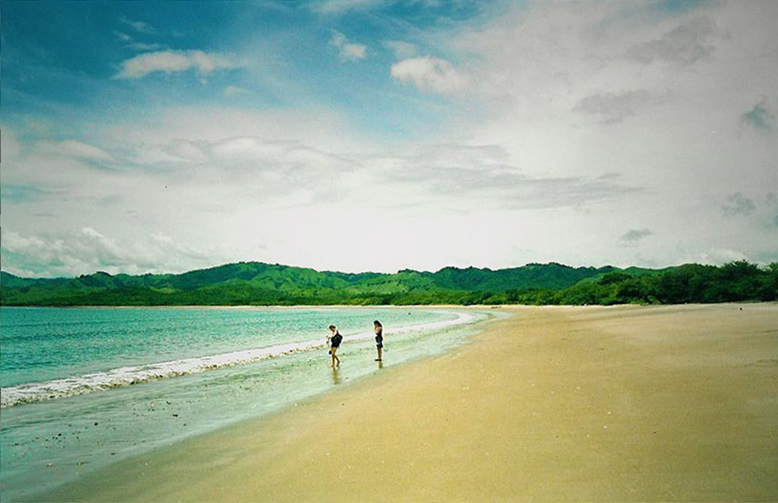
Bahia Salinas - Costa Rica, 1995
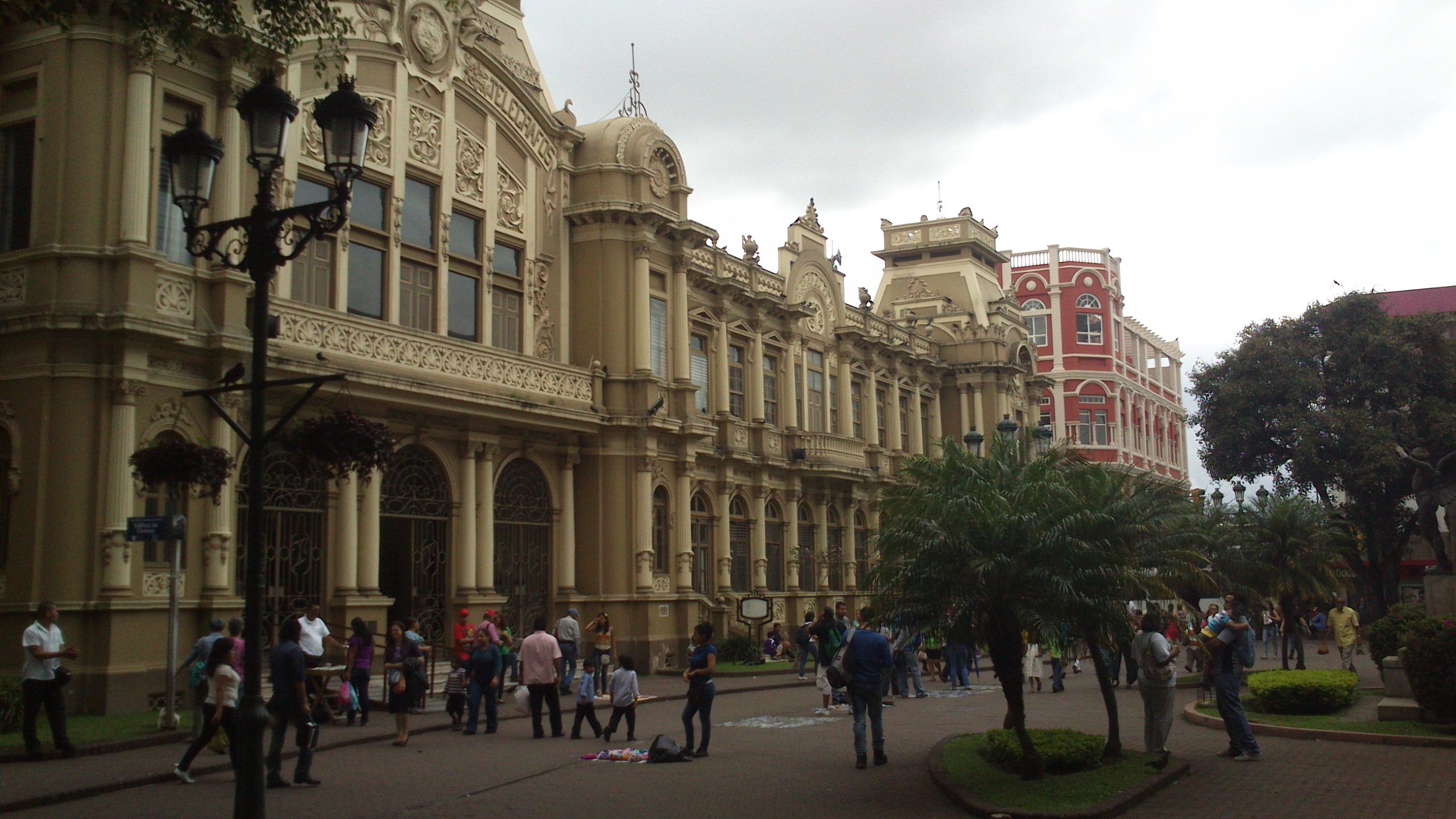
Palazzo delle Poste di San José - Costa Rica, 2013
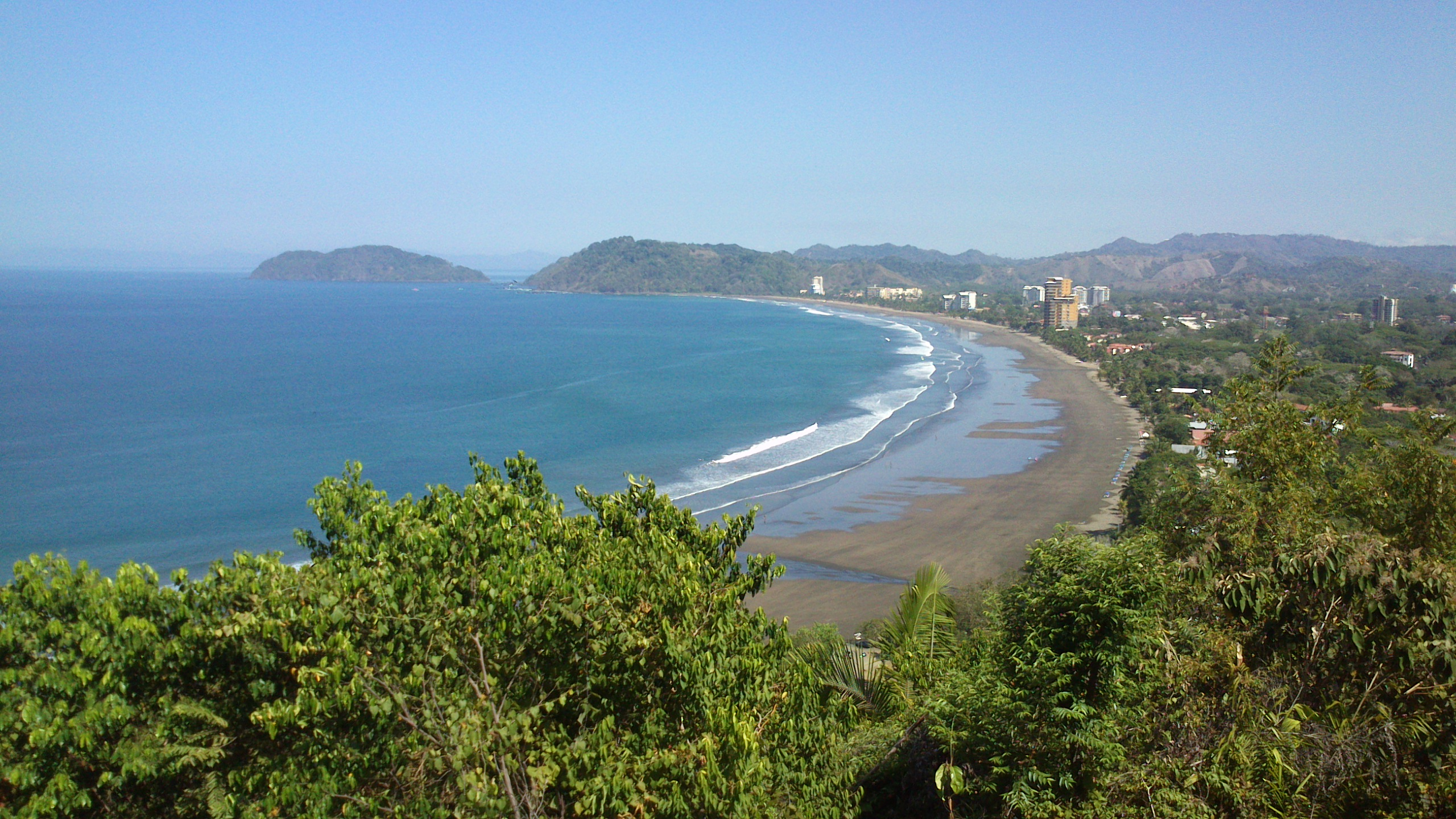
Spiaggia di Jacó - Costa Rica, 2013